# Grace Hoffman
Goldie „Grace“ Hoffman, auch Hoffmann geschrieben, (* 14. Januar 1921 in Cleveland, Ohio; † 26. Juli 2008 in Stuttgart, Deutschland) war eine US-amerikanische Opernsängerin (Mezzosopran) ungarischer Herkunft.

## Leben
Grace Hoffman studierte Literatur und Musikwissenschaft und erhielt ihre erste Gesangsausbildung durch Lila Robeson. Ihre weiteren Lehrer waren Friedrich Schorr und Giuseppe Gentile sowie Mario Basiola in Rom.
1951 gewann sie einen Gesangswettbewerb in Lausanne. Sie debütierte 1951 bei der US Touring Company (Wagner Opera) als Mamma Lucia in Mascagnis Cavalleria rusticana. Im selben Jahr sang sie beim Maggio Musicale Fiorentino in Florenz die Priesterin in Aida. 1952 trat sie am Stadttheater Zürich als Azucena in Verdis Troubadour auf.
1955 wurde Hoffman an die Staatsoper Stuttgart engagiert, wo sie bis 1992 dem Ensemble angehörte. Erfolgreiche Gastspiele, zum Teil mit dem Stuttgarter Ensemble, führten sie an die Mailänder Scala 1955 als Fricka in Die Walküre, sowie an die Londoner Covent Garden Opera (1955, 1959–61, 1964–66).
Auftritte hatte sie auch noch an der Münchner Staatsoper, der San Francisco Opera, der New Yorker City Centre Opera, am Teatro Colón in Buenos Aires, an der Grand Opéra Paris, der Deutschen Oper Berlin, der Deutschen Oper in Düsseldorf-Duisburg, der Opéra national de Bordeaux, den Staatsopern von Hamburg und Dresden, am Teatro Comunale Bologna, dem Teatro La Fenice in Venedig, am Teatro San Carlo Neapel, dem La Monnaie Brüssel, der Stadsschouwburg in Amsterdam, der Königlichen Oper in Kopenhagen, der Opera Philadelphia, am Gran Teatre del Liceu Barcelona sowie an der Wiener Staatsoper, an der sie von 1961 bis 1990 sang. 1958 hatte sie ein einmaliges Engagement an der Metropolitan Opera New York als Brangäne in Tristan und Isolde. 1964 sang sie in der New Yorker Carnegie Hall die Elisabetta in Donizettis Maria Stuarda.
Von 1957 bis 1970 trat sie bei den Festspielen von Bayreuth auf, und zwar in ihrer Glanzrolle als Brangäne in Tristan und Isolde (1957–59, 1966, 1968–70), sowie im Ring des Nibelungen als Siegrune (1958, 1960–64), als Waltraute (1960–61, 1964, 1968–69), als Zweite Norn (1961–64) und als Fricka (1962–64), 1967–68 auch als Ortrud im Lohengrin.
1978 wurde Hoffman Professorin an der Stuttgarter Hochschule für Musik, trat aber auch weiterhin als Sängerin auf. So sang sie 1988 an der Opéra du Rhin Straßburg die Mutter Wesener in Bernd Alois Zimmermanns Die Soldaten, eine Rolle, die sie auch noch 1990 an der Wiener Staatsoper verkörperte, 1989 stand sie in Stuttgart als Mary im Fliegenden Holländer auf der Bühne.
Zuletzt lebte sie allein in Neckartailfingen nahe Nürtingen bei Stuttgart, sie starb an Bauchspeicheldrüsenkrebs im Marienhospital Stuttgart. Ihr Grab befindet sich in Cleveland.

## Auszeichnungen
- Ehrenmitglied der Stuttgarter Oper
- Verdienstmedaille des Landes Baden-Württemberg (1978)